# Instytut Medycyny Pracy im. prof. dra med. Jerzego Nofera w Łodzi
Instytut Medycyny Pracy im. prof. dra med. Jerzego Nofera w Łodzi – placówka naukowo-badawcza zajmująca się problematyką zdrowia publicznego, zdrowia środowiskowego oraz wszelkimi dziedzinami związanymi z szeroko rozumianą medycyną pracy. Celem działalności Instytutu  jest zapewnienie jak najlepszych praktycznych rozwiązań systemowych poprawiających warunki życia i pracy. Dzięki wysokim standardom prowadzonych badań Instytut jest jednym z głównych ośrodków naukowo-badawczych w kraju. Zatrudnia wyspecjalizowaną kadrę, wśród której znajdują się wysokiej rangi specjaliści pracujący  innymi jako konsultanci krajowi i wojewódzcy.

## Współpraca
W dziedzinie medycyny pracy i zdrowia środowiskowego Instytut współpracuje z placówkami o podobnym profilu, w tym także z wieloma organizacjami o zasięgu międzynarodowym: Międzynarodową Organizacją Pracy (International Labour Organization – ILO), Międzynarodową Komisją Zdrowia Pracujących (International Commission on Occupational Health – ICOH) oraz Światową Organizacją Zdrowia (World Health Organization – WHO) uczestnicząc w międzynarodowych programach badawczych i spotkaniach naukowych. Instytut jest  członkiem prestiżowego Konsorcjum EIT Health, skupiającego 140 instytucji naukowo-badawczych z całego świata.
W kraju, w realizacji swych zadań Instytut współpracuje z Polską Akademią Nauk, szkołami wyższymi, instytutami badawczymi i innymi jednostkami naukowymi, stowarzyszeniami naukowymi i zawodowymi, organizacjami pozarządowymi oraz zakładami opieki zdrowotnej.

## Działalność naukowa
Do podstawowej działalności Instytutu należy prowadzenie badań naukowych, prac wdrożeniowych i ekspertyzowych w zakresie środowiskowych zagrożeń dla zdrowia oraz bezpieczeństwa ludzi, szczególnie ze strony czynników występujących w środowisku pracy.

## Działalność kliniczna
Działalność kliniczna Instytutu obejmuje świadczenia w zakresie rozpoznawania i leczenia chorób zawodowych i zatruć, chorób alergicznych i skutków zdrowotnych spowodowanych działaniem czynników środowiskowych oraz zaburzeń słuchu i głosu.

## Działalność szkoleniowa
Instytut zajmuje się edukacją lekarzy i pracowników służby zdrowia, a także promocją zdrowia i popularyzacją zdrowego stylu życia. Prowadzi liczne szkolenia i programy edukacyjne.

## Działalność wydawnicza
Instytut Medycyny Pracy imienia prof. dra med. Jerzego Nofera w Łodzi wydaje dwa czasopisma naukowe w modelu Open Access – „Medycyna Pracy” oraz „International Journal of Occupational Medicine and Occupational Health”, które indeksowane są w bazie Journal Citation Reports (posiadają wskaźnik IF) oraz są punktowane w części A listy Ministra Nauki i Szkolnictwa Wyższego.

## Akredytacje
Jakość badań prowadzonych w Instytucie potwierdzają uzyskane i systematycznie rozszerzane akredytacje na określone rodzaje badań i wzorcowań takie jak: akredytacje Polskiego Centrum Akredytacji oraz certyfikaty Dobrej Praktyki Wytwarzania (Good Manufacturing Practice – GMP) i Dobrej Praktyki Laboratoryjnej (Good Laboratory Practice – GLP).